# Aurélien Chaméon
Aurélien Chaméon est un cyclo-voyageur français, né le 7 juillet 1986 à Digne-les-Bains.

## Parcours
Aurélien Chaméon est depuis 2008 professeur de lettres et d'histoire-géographie, dans des collèges et lycées professionnels  des Hautes-Alpes et des Alpes de Haute-Provence. Deux départements dans lesquels il a toujours vécu, hormis durant ses années d'études. Adepte du cyclotourisme depuis ses 15 ans, et ayant déjà vécu des expériences cyclotouristes en solitaire (un tour de Drôme en 2011, un voyage dans le quart Sud-Est de la France en 2012, et un tracé réunissant les grands cols des Hautes-Alpes et des Alpes de Haute-Provence en 2013,), il décide, en 2014, de prendre le départ d'une aventure unique, encore jamais réalisée: un tour des départements de France, exclusivement à vélo.

## Un tour des départements de France, en une année, à vélo
Du 7 juillet 2014 au 7 juillet 2015, Aurélien Chaméon réussit à relier, sans assistance et avec un vélo de route, les 96 départements de France métropolitaine, Corse incluse,. En plus de l'intérêt sportif et humain, l'objectif de cette aventure est de découvrir sous un aspect historique, social, architectural mais également culinaire les richesses, et contrastes, entre les différents départements. Cette expérience de une année sera accomplie en 270 étapes, et 19 000 kilomètres,,. Une arrivée officielle sera organisée par la ville de Sisteron, d'où était parti Aurélien Chaméon, le maire Daniel Spagnou lui remettant la médaille d'or de la ville à cette occasion. Le 25 septembre 2015 est sorti le livre relatant cette aventure, aux Éditions Ouest France,, livre qui en était à sa cinquième réimpression, dépassant les 8 000 exemplaires un an après sa sortie.

## Publications
- Le tour des départements de France, à vélo, Éditions Ouest France[16],[17],[18]

- L'aventure accomplie par Aurélien Chaméon, en raison de son intérêt sociologique, est depuis régulièrement citée dans Le Monde par le journaliste Olivier Razemon, spécialiste des transports.[11],[19],[20], qui en a également fait référence dans son livre Comment la France a tué ses villes.[21],[22]